# Kiekeboeket
Kiekeboeket is het 35ste stripverhaal van De Kiekeboes. De reeks wordt getekend door striptekenaar Merho.

## Plot
Het album bevat geen plot, maar bestaat uit 46 gags van één pagina die voorheen elders waren gepubliceerd. Dit is een van de twee enige Kiekeboe-albums dat uit gagstrips bestaat.

## Achtergrond
De gags verschenen oorspronkelijk in het tijdschrift Ons Volk. Later wou Merho's uitgever die bundelen in twee albums. Merho was echter niet tevreden met de kwaliteit van alle gags. Hij maakte dan een selectie, die dan allemaal in dit album verschenen. In 2014 is het album geheel herwerkt en zonder albumnummer heruitgegeven onder de titel Kiekeboeket 2.0.

## Trivia
- In 2015 verscheen het album Losse flodders, het tweede album van De Kiekeboes met gags.
- Dit is het enige album van de Kiekeboes waar "de dikke dame" niet voorkomt.